# Resolutie 2256 Veiligheidsraad Verenigde Naties
Resolutie 2256 van de Veiligheidsraad van de Verenigde Naties werd door de VN-Veiligheidsraad aangenomen op 22 december 2015 en verlengde de ambtstermijnen van zeventien rechters van het Joegoslavië-tribunaal. Ook werd Serge Brammertz herbenoemd als openbaar aanklager. Net als bij de vorige resolutie onthield Rusland zich omdat het land ontevreden was over de vertragingen en het ontbreken van maatregelen om hier iets aan te doen.

## Achtergrond
In 1980 overleed de Joegoslavische leider Tito die decennialang de bindende kracht was geweest tussen de zes deelstaten van het land. Na zijn dood kende het nationalisme een sterke opmars en in 1991 verklaarde Bosnië en Herzegovina zich onafhankelijk. De Servische minderheid in het land kwam hiertegen in opstand en begon een burgeroorlog waarbij ze probeerden de Bosnische volkeren te scheiden. Tijdens die oorlog vonden massamoorden plaats waarbij tienduizenden mensen omkwamen. In 1993 werd het Joegoslavië-tribunaal opgericht dat de oorlogsmisdaden die hadden plaatsgevonden moest berechten.

## Inhoud
In resolutie 1966 uit 2010 was gestipuleerd dat het Joegoslavië-tribunaal eind 2014 moest afgerond zijn en het nieuwe Internationaal Restmechanisme voor Straftribunalen zou overnemen, maar het werk bleef vertragingen oplopen.
Volgende permanente en ad litem-rechters zagen hun ambtstermijnen verlengd tot een bepaalde datum of tot de afloop van hun lopende zaken indien eerder:

### Tot 31 maart 2016
- Jean-Claude Antonetti
- Melville Baird
- O-Gon Kwon
- Flavia Lattanzi
- Howard Morrison
- Mandiaye Niang

### Tot 30 juni 2016
- Koffi Kumelio Afande

### Tot 31 oktober 2016
- Burton Hall
- Guy Delvoie
- Antoine Kesia-Mbe Mindua

### Tot 31 december 2016
- Carmel Agius
- Liu Daqun
- Christoph Flügge
- Theodor Meron
- Bakone Justice Moloto
- Alphons Orie
- Fausto Pocar

Ook de aanstelling van Serge Brammertz als openbaar aanklager werd tot 31 december 2016 verlengd.

## Verwante resoluties
- Resolutie 2183 Veiligheidsraad Verenigde Naties (2014)
- Resolutie 2193 Veiligheidsraad Verenigde Naties (2014)
- Resolutie 2269 Veiligheidsraad Verenigde Naties (2016)

Lijst ·  2196 ·  2197 ·  2198 ·  2199 ·  2200 ·  2201 ·  2202 ·  2203 ·  2204 ·  2205 ·  2206 ·  2207 ·  2208 ·  2209 ·  2210 ·  2211 ·  2212 ·  2213 ·  2214 ·  2215 ·  2216 ·  2217 ·  2218 ·  2219 ·  2220 ·  2221 ·  2222 ·  2223 ·  2224 ·  2225 ·  2226 ·  2227 ·  2228 ·  2229 ·  2230 ·  2231 ·  2232 ·  2233 ·  2234 ·  2235 ·  2236 ·  2237 ·  2238 ·  2239 ·  2240 ·  2241 ·  2242 ·  2243 ·  2244 ·  2245 ·  2246 ·  2247 ·  2248 ·  2249 ·  2250 ·  2251 ·  2252 ·  2253 ·  2254 ·  2255 ·  2256 ·  2257 ·  2258 ·  2259